# The Genera of South African Flowering Plants
The Genera of South African Flowering Plants (abreviado Gen. S. Afr. Fl. Pl.) es un libro con ilustraciones y descripciones botánicas que fue escrito por el botánico, taxónomo, curador sudafricano; Edwin Percy Phillips y publicado en una primera edición en el año 1926 y una segunda edición en 1951